# Campionat del món de ciclisme en pista de 1998
El Campionat Mundial de Ciclisme en Pista de 1998 es va celebrar a Bordeus (França) entre el 26 i el 30 d'agost de 1998.
Les competicions es van celebrar al Velòdrom de Bordeus. En total es va competir en 12 disciplines, 8 de masculines i 4 de femenines.

## Resultats

### Masculí
| Prova                     | Or                                                                                     | Argent                                                                     | Bronze                                                                         |
| Velocitat individual      | Florian Rousseau · França                                                              | Jens Fiedler · Alemanya                                                    | Laurent Gané · França                                                          |
| Velocitat per equips      | França · Vincent Le Quellec · Florian Rousseau · Arnaud Tournant                       | Austràlia · Danny Day · Shane Kelly · Graham Sharman                       | Alemanya · Sören Lausberg · Stefan Nimke · Eyk Pokorny                         |
| Persecució individual     | Phillippe Ermenault · França                                                           | Francis Moreau · França                                                    | Robert Bartko · Alemanya                                                       |
| Persecució per equips     | Ucraïna · Alexander Fedenko · Alexander Simonenko · Sergei Matveyev · Ruslan Pidgornyy | Alemanya · Robert Bartko · Christian Lademann · Daniel Becke · Guido Fulst | Itàlia · Andrea Collinelli · Adler Capelli · Cristiano Citton · Mario Benetton |
| Quilòmetre contrarellotge | Arnaud Tournant · França ·                                                             | Shane Kelly · Austràlia ·                                                  | Erin Hartwell · Estats Units ·                                                 |
| Cursa per punts 40 km     | Joan Llaneras Rosselló · Espanya ·                                                     | Andreas Kappes · Alemanya ·                                                | Silvio Martinello · Itàlia ·                                                   |
| Keirin                    | Jens Fiedler · Alemanya                                                                | Ainars Kiksis · Letònia                                                    | Laurent Gané · França                                                          |
| Madison 50 km             | Etienne De Wilde · Matthew Gilmore · Bèlgica ·                                         | Silvio Martinello · Andrea Collinelli · Itàlia ·                           | Andreas Kappes · Stefan Steinweg · Alemanya ·                                  |

### Femení
| Prova                     | Or                             | Argent                                        | Bronze                        |
| Velocitat individual      | Félicia Ballanger · França     | Michelle Ferris · Austràlia                   | Tanya Dubnicoff · Canadà      |
| Persecució individual     | Lucy Tyler-Sharman · Austràlia | Leontien Zijlaard-Van Moorsel · Països Baixos | Judith Arndt · Alemanya       |
| 500 metres contrarellotge | Félicia Ballanger · França ·   | Tanya Dubnicoff · Canadà                      | Michelle Ferris · Austràlia · |
| Cursa per punts 25 km     | Dori Ruano Sanchón · Espanya · | Belem Guerrero · Mèxic ·                      | Olga Sliússareva · Rússia ·   |

## Medaller
| Pos. | País          | Or | Plata | Bronze | Total |
| 1    | França        | 6  | 1     | 2      | 9     |
| 2    | Espanya       | 2  |       |        | 2     |
| 3    | Alemanya      | 1  | 3     | 4      | 8     |
| 4    | Austràlia     | 1  | 3     | 1      | 5     |
| 5    | Bèlgica       | 1  |       |        | 1     |
| 5    | Ucraïna       | 1  |       |        | 1     |
| 7    | Itàlia        |    | 1     | 2      | 3     |
| 8    | Canadà        |    | 1     | 1      | 2     |
| 9    | Letònia       |    | 1     |        | 1     |
| 9    | Mèxic         |    | 1     |        | 1     |
| 9    | Països Baixos |    | 1     |        | 1     |
| 12   | Rússia        |    |       | 1      | 1     |
| 12   | Estats Units  |    |       | 1      | 1     |